# Det turkiska badet
Det turkiska badet (franska: Le Bain Turc) är en oljemålning av den franske konstnären Jean-Auguste-Dominique Ingres. Den målades 1852–1862 och är sedan 1911 utställd på Louvren i Paris. 
Ingres satte stort värde på teckningen och hans stil utmärks av en tydlig linjeföring med skarpa konturer. Även om han var präglad av sin lärare Jacques-Louis Davids nyklassicism röjer denna målning ett drag av romantiskt orientsvärmeri. Ingres målade fler målningar med motiv från Orienten, till exempel Den stora odalisken, även om han själv aldrig reste dit. Orientalismen var en stark strömning i Frankrike allt sedan Napoleons invasion av Egypten 1798, framför allt hos Jean-Léon Gérôme, som var hedersordförande i Société des Peintres Orientalistes Français, och målade liknande motiv (se bildgalleri). 
Ingres målning innehåller en multietnisk samling av kvinnor i ett hamam, vilka var könssegregerade. Han inspirerades av Mary Wortley Montagus brev som beskrev de turkiska badens seralj. Hon var  hustru till den brittiska ambassadören i Konstantinopel och Ingres hade kopior av hennes brev. Den främre ryggvända kvinnan som spelar mandolin har tydliga likheter med den kvinna Ingres avbildade nästan 50 år tidigare i Badande kvinna. En av kvinnorna i bakgrunden är avbildad med samma speciella fingerställning som Madame Moitessier (målad 1844–1856).
Det turkiska badet har funnits i två versioner. Ingres började arbeta med motivet 1852 och den äldre versionen färdigställdes 1859. Den var fyrkantig till formen och finns bevarad genom ett samtida fotografi (se bildgalleri). Målningen köptes av prins Napoléon Joseph Charles Paul Bonaparte som dock återlämnade den till konstnären efter att hustrun Marie-Clothilde av Savojen tyckt motivet var anstötligt. Ingres gjorde därefter några justeringar och framför allt ändrade formen till en tondo för att skapa en känsla av att betraktaren tittar igenom ett cirkelformat kikhål. Han signerade och daterade den slutligen 1862 och angav med stolthet att han då var 82 år gammal. Den köptes 1865 av den turkiske diplomaten Halil Şerif Pasha där den ingick i hans konstsamling med erotiska motiv som även omfattade Gustave Courbets Världens ursprung och Sömnen. När tavlan senare erbjöds Louvren var museet först avvisande men 1911 hamnade den ändå i dess samling genom museets vänförenings försorg.

## Relaterade målningar

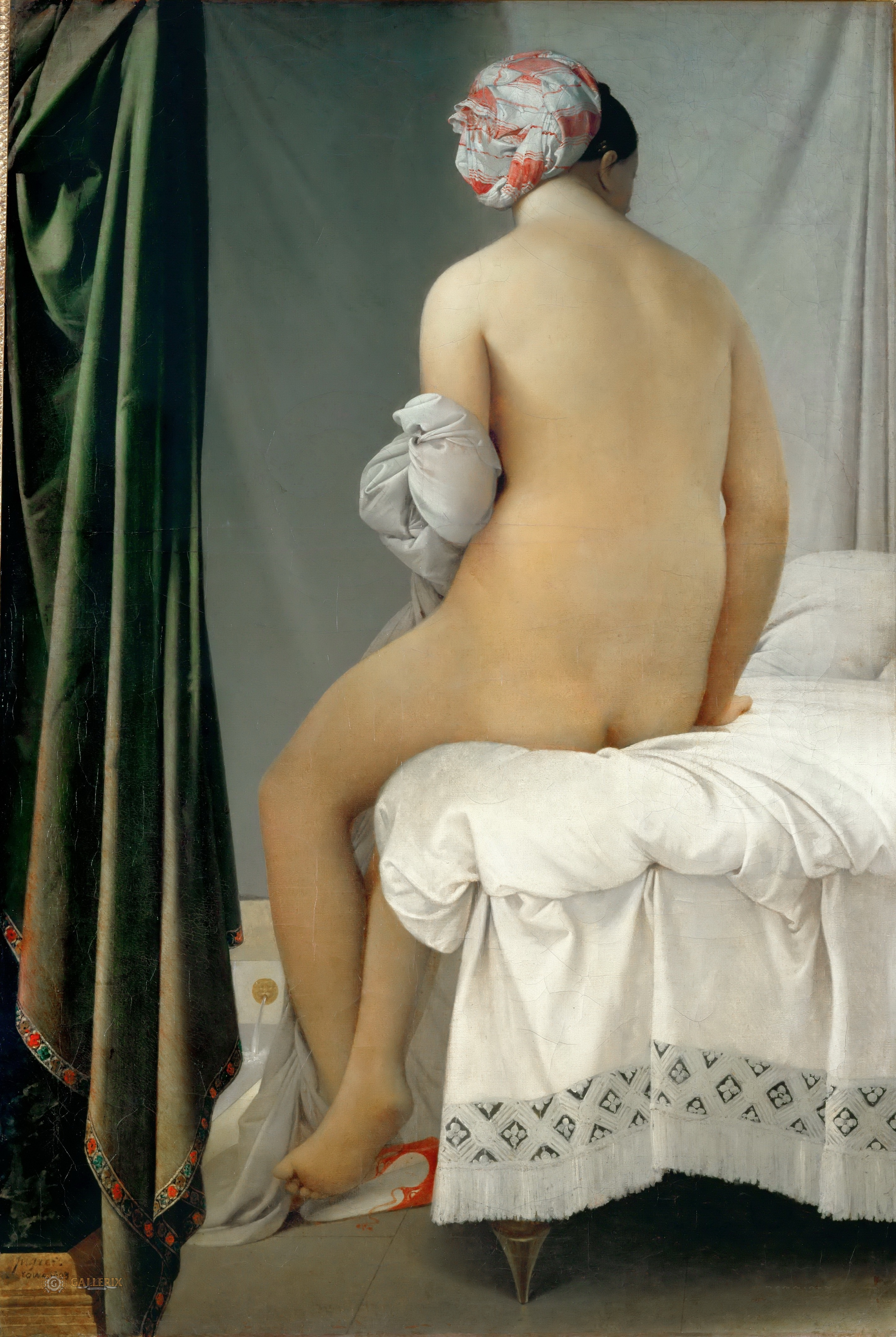
Ingres Badande kvinna (1808).
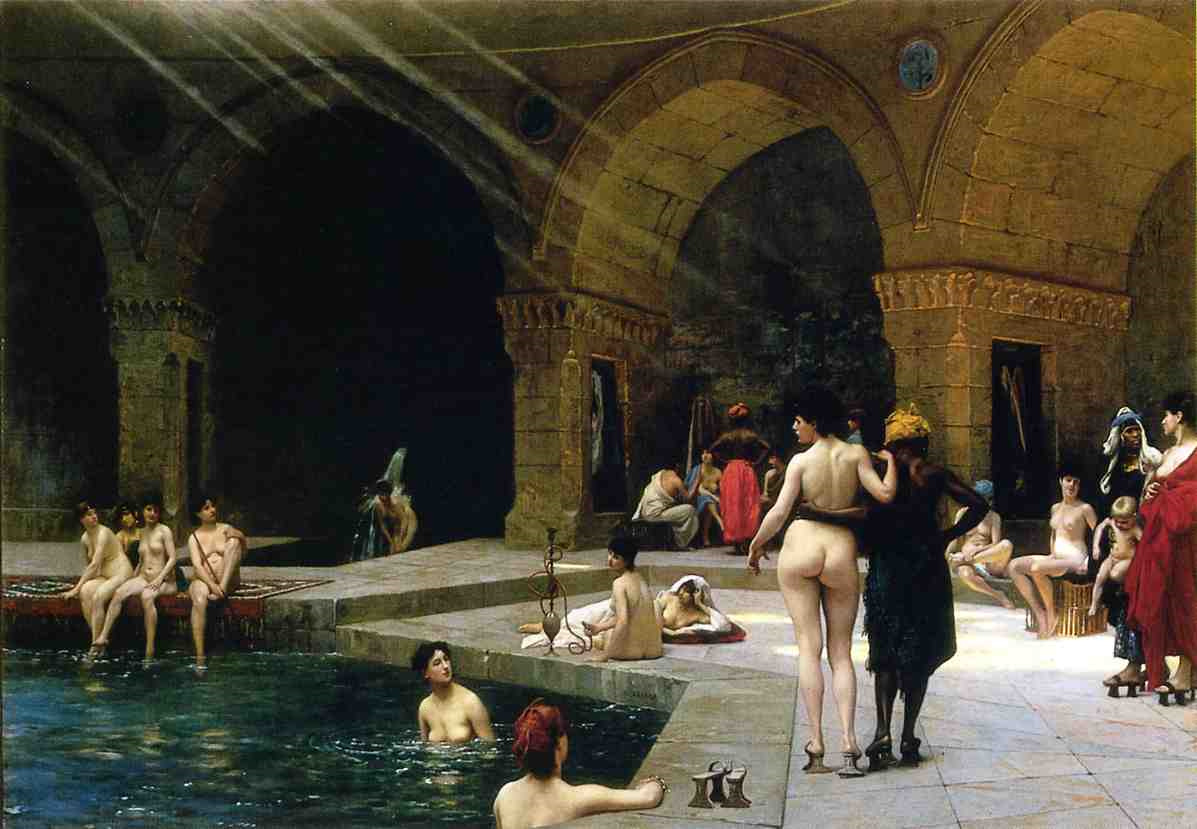
Jean-Léon Gérômes Grande piscine de Brousse (1885).
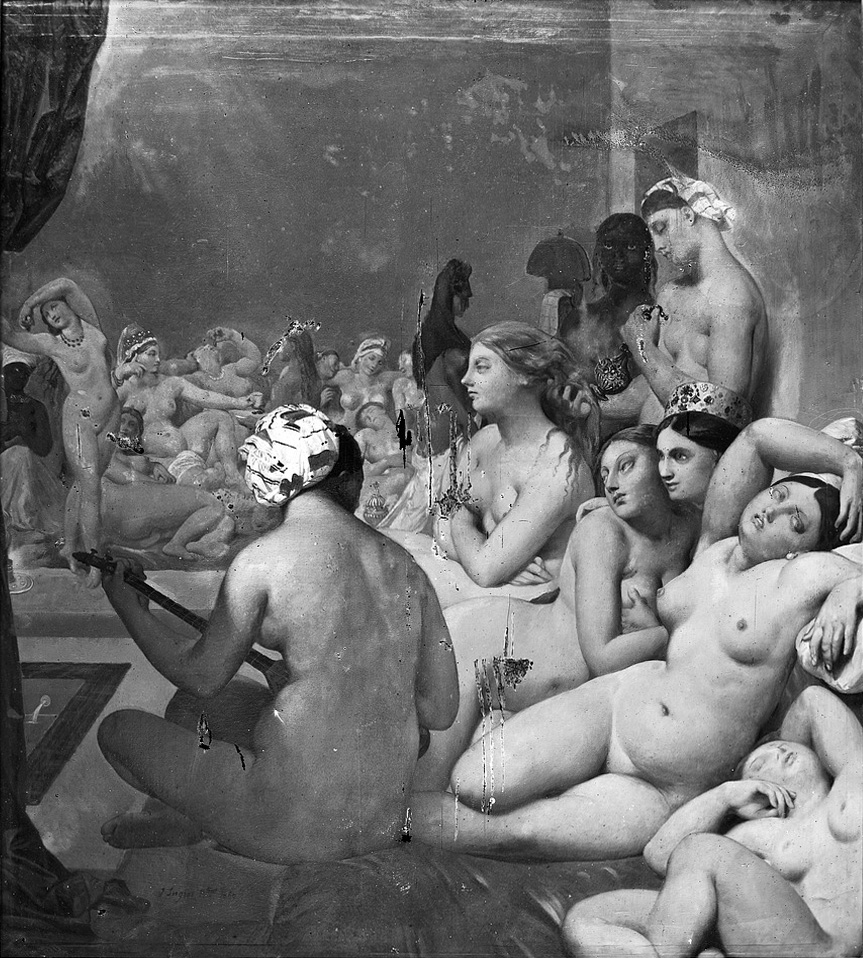
Fotografi av Charles Marville som visar Ingres första version från 1859.